# Saint-Aubin-le-Dépeint

Saint-Aubin-le-Dépeint este o comună în departamentul Indre-et-Loire, Franța. În 1 ianuarie 2022 avea o populație de 351 de locuitori.